# Каспийский проект
Каспийский проект — комплекс мероприятий по разведке, разработке и использованию нефтегазовых запасов на шельфе Каспийского моря в экономической зоне Российской Федерации, Казахстана, Туркменистана, Азербайджана с 1995 года по настоящее время. Эти запасы оцениваются рядом экспертов как треть существующих мировых.

## Разведка запасов

### Оценка запасов
До конца 1980-х годов считалось, что основные запасы нефти и газа в Каспийском море сосредоточены между Азербайджаном и Туркменистаном, где и находилась большая часть открытых месторождений. Однако открытие под Астраханью в 1976 году газоконденсатного месторождения и в Казахстане в 1979 году месторождения Тенгиз заставило пересмотреть планы. Это привело к успеху и появлению «морского» близнеца Тенгиза — шельфового месторождения Кашаган в 2000 году (запасы от 1,1 до 6,9 млрд тонн, около четверти всех разведанных запасов на Каспии). В 2000—2005 годах были открыты большие запасы и в российской зоне Каспия, самым крупным из них является нефтегазоконденсатное месторождение им. В.Филановского. Соотношение нефти и газа на Каспии составляет примерно 2:1.
Общие разведанные запасы региона определяют шесть площадок, в том числе «сухопутные» Тенгиз и Карачаганак, и расположенные на шельфе Кашаган, Азери-Чираг-Гюнешли, Шах-Дениз и блок северных месторождений России, включающий Хвалынское, им. Ю. Корчагина, Сарматское, Ракушечное, им. В.Филановского, 170-й км. Так вот на долю Кашагана из суммы запасов этих шести месторождений приходится более 25 процентов. Потенциал второго по величине месторождения Азери-Чираг-Гюнешли (на границе Азербайджана и Туркменистана) оценивается в 700 млн тонн.
Азербайджанское месторождение Шах-Дениз имеет запасы в триллион кубометров газа и 400 млн тонн конденсата, однако оно находится на большой глубине: скважина 132 м была пробурена в 1999 году, 348 м — в 2000 году. Из-за этого промышленная разработка месторождения была отложена, так как бурение не меньших глубинах не дало результата.
Туркменистан оценил запасы своей экономической зоны на Каспии в 12 млрд тонн нефтяного эквивалента (н. э.).
Запасы российского блока месторождений на шельфе оценивались в 3 млрд тонн н. э., Ялама-Самурского месторождения на границе Азербайджана с Дагестаном — в размере до 730 млн тонн н. э. Запасы крупнейшего разрабатываемого Астраханского газоконденсатного месторождения составляют около 2,5 трлн кубометров газа и 400 млн т конденсата и извлечены примерно на 10 %, что связано с трудностями добычи сырья с глубины в 4 км. На его основе создан Астраханский газовый комплекс, главным объектом которого является Астраханский газоперерабатывающий завод мощностью 12 млрд кубометров газа и 4 млн т нефти и газового конденсата в год.

### Разведка и особенности технологии
Разведка в море требует особой технологии и техники, которую проблематично доставить в Каспий как внутреннее море и во многом приходится собирать или производить на месте. Поскольку нефть находится на глубине до 8 км, оценить перспективные площадки для того, чтобы открыть её залегание (так называемую «ловушку», где углеводороды могут скопиться под шапкой из непроницаемых пород возрастом более 110 млн лет), позволяет сейсморазведка. Записывая отраженные сигналы от взрывов, производимых с определёнными интервалами, можно обрисовать профиль подземных пластов на глубину до 10 км и в длину до 3 км. Расчертив всю 160-километровую полосу шельфа на полосы по 10 км, разведочные корабли прошли вдоль них более 22 тыс. км. Эти исследования начала в российском секторе Каспия нефтяная компания Лукойл в 1995 году.
В 1999 году она приступила к разведочному бурению. Его осуществляли при помощи плавучей установки «Астра» размером 53×53 м и массой 5000 тонн. На ней установлена буровая вышка. Платформа имеет три 50-метровые ноги, которые при бурении опускают и упирают в дно. Платформа оснащена мощной электростанцией, вертолетной площадкой и помещениями для проживания буровой бригады из 60 человек. «Астра» рассчитана на бурение на морских глубинах от 5 до 50 м. Вторая платформа для бурения на глубинах до 700 м предназначена для установки на якорях.
В 2000 году была получена первая промышленная нефть на Хвалынском месторождении. По этому случаю в Астрахань прибыли вице-премьер правительства РФ Виктор Христенко и глава Лукойла Вагит Алекперов, которые вместе с губернатором Астраханской области Анатолием Гужвиным провозгласили «рождение новой нефтегазоносной провинции России».
Проблемой каспийской нефти является её высокая плотность (удельный вес — 0,95 г/см3), что позволяет отнести её по ГОСТу 2002 года к битуминозной нефти, которую можно выкачать специальной установкой, а не станком-качалкой. При извлечении из этой нефти мазута остается массивный солевой осадок, а получаемый битум содержит много парафина. Работа в дельте Волги обусловила строгие экологические требования — принцип так называемого нулевого сброса предполагает сбор всех технологических отходов в контейнеры и вывоз их на материк с дальнейшей переработкой. Всё это объясняет, какие проблемы пришлось решить при разработке технологии нефтедобычи на Каспии и создании необходимой для этого инфраструктуры.

## Участники проекта

### Газпром
Основной разработчик и эксплуатант Астраханского газоконденсатного месторождения — компания «Газпромдобыча Астрахань» (до февраля 2008 года — «АстраханьГазпром»).
В 1995 году «Астраханьгазпром» при участии ОАО «Волго-Каспийский акционерный банк», ООО «Радон» и Астраханской нефтегазоразведочной экспедиции учредил Южную нефтяную компанию для работы с уставным капиталом 2 млн рублей на месторождении Верблюжье с доказанными запасами 17,5 млн т. Главному акционеру принадлежало 79 % акций ЮНК, остальным по 7 %. В 1999 году было решено привлечь инвестиции американского миллиардера Кристофера Гетти, для чего уставной капитал российской компании увеличили вдвое, продав акции дополнительной эмиссии принадлежащей Гетти JPM Partners LDC. С 2000 по 2007 год американцы потратили на разработку Верблюжьего $12,8 млн, пробурив 30 скважин и добыв 2 тысячи тонн сверхтяжёлой нефти, на которую американцы не смогли найти покупателя. Однако они надеялись найти более годное сырье, для чего планировали довести инвестиции до $40 млн.
В 2006 году проверка, начатая по инициативе «Астраханьгазпрома», обнаружила нарушения при проведении дополнительной эмиссии акций ЮНК. В мае 2007 года «Газпром» подал иск в Федеральный арбитражный суд Поволжского округа об отмене эмиссии и последующих сделок, который завершился победой «Газпрома» в августе 2008 года.

### Лукойл
Компания обладает самыми большими разведанными запасами на российском шельфе.
В ноябре-декабре 2005 года она приобрела за $261 млн контрольный пакет акций конкурирующей компании «Приморьенефтегаз» (51 % минус одна акция), которая ранее получила лицензию на разведку Пойменного участка в дельте Волги. В мае 2006 года Лукойл завершил выкуп этого предприятия, обменяв 49 % его акций на 4,165 млн собственных, предоставленных бывшим владельцам.

## Мировой опыт разработки запасов на шельфе
С 1970-х годов крупные разработки нефти на шельфе ведет Великобритания, получающая ежегодно почти 140 млн тонн сырья в Северном море. В отрасли занято 400 тысяч человек, треть получаемой нефти страна экспортирует.
Норвегия добывает нефть только в шельфовой зоне и экспортирует 144 млн тонн, что на начало 2000-х годов превышало объем нефтяного экспорта России (120 млн тонн при общей добыче 310 млн тонн). 